# کشمیر (ترانه)
کشمیر نام آهنگی از گروه راک بریتانیایی، لد زپلین است که در آلبوم فیزیکال گرافیتی قرار دارد. این آلبوم در سال ۱۹۷۵ منتشر شد. ترانه کشمیر توسط جیمی پیج و رابرت پلنت (و با مشارکت‌هایی از طرف جان بونام، درامر گروه) در طول یک دوره سه ساله نوشته شد و اشعار آن مربوط به سال ۱۹۷۳ است. این آهنگ تبدیل به یکی از آهنگ‌های اصلی گروه در کنسرت‌ها شد و تقریباً در هر کنسرتی که بعد از انتشار این آهنگ توسط گروه برگزار شد، این آهنگ هم در آن کنسرت به اجرا درآمد. طول این ترانه ۸:۲۸ است که معمولاً چنین مدت زمانی برای پخش شدن در رادیوها کمی طولانی به نظر می‌رسید. با این حال پس از انتشار آهنگ کشمیر، ایستگاه‌های رادیویی با پخش کردن ترانه کشمیر مشکلی نداشتند، خصوصاً پس از مشاهده کردن آهنگ دیگر گروه، پلکانی به سمت بهشت که آن هم همینقدر طولانی بود.

## پرسنل
- جیمی پیج - گیتار لید
- رابرت پلنت - آوازخوان اصلی
- جان پل جونز - گیتار بیس و ملوترون
- جان بونام - درامر